# Nagrada Iso Velikanović
Nagrada Iso Velikanović je nagrada koju dodjeljuje Ministarstvo kulture Republike Hrvatske.
Nagrada je utemeljena na Vladinoj sjednici 30. lipnja 2005. godine. Dobila je ime po velikom hrvatskom prevoditelju Isidoru Isi Velikanoviću. 
Nagrada se dodjeljuje za "najbolja ostvarenja u području prevođenja književnih djela" i to kao godišnja nagrada i kao nagrada za životno djelo. Nagradu čine plaketa, povelja i novčani iznos. Dodjela nagrade je jednom godišnje i to na nadnevak rođenja Isidora Velikanovića, 29. ožujka. Nužni uvjet za dobivanje godišnje nagrade jest da je prevoditelj državljanin Republike Hrvatske i da je prijevod književnog djela objavljen u prošloj godini. Životna nagrada ide "književnim prevoditeljima koji su svojim prevoditeljskim radom obilježili vrijeme u kojem su djelovali i čiji rad čini zaokruženu cjelinu, a njihova djela i ostvarenja ostaju trajno dobro Republike Hrvatske".

## Dobitnici
- za 2004.
  - godišnja: Truda Stamać, za prijevod antologije austrijskog pjesništva 2. pol. 20. st. Jezik i svijet
  - životna: Josip Tabak
- za 2005.
  - godišnja: Bratislav Lučin i Darko Novaković, za prijevod Latinskih stihova Marka Marulića
  - životna: Nada Šoljan, za prijevode s engleskog jezika
- za 2006.
  - godišnja: Ante Stamać, za prijevod s njemačkoga Goetheova Fausta
  - životna: Branimir Glavičić, za prijevode hrv. latinista i klas. grč. pjesništva
- za 2007.
  - godišnja: Mate Maras, za prijevod Shakespeareovih djela
  - životna: Milivoj Telećan, za fra. i špa. (hispanoam.) prozu, posebice Borges i Garcia Marquez
- za 2008.
  - godišnja: Andy Jelčić, za prijevod Čovjeka bez osobina Roberta Musila
  - životna: Mirko Tomasović, za prijevode kapitalnih djela s francuskoga, talijanskoga, španjolskoga, portugalskoga i provansalskog jezika

- za 2009.
  - godišnja: Mladen Martić, za prijevod djela Trans-Atlantik poljskog autora Witolda Gombrowicza.
  - životna: Višnja Machiedo, za prevoditeljstvo[2]

- za 2010.
  - godišnja: Irena Lukšić, za prijevod djela Sanjin ruskog autora Mihaila Arcibaševa.
  - životna: Zlatko Crnković, za prijevode kapitalnih djela s francuskoga, talijanskoga, ruskog, i engleskog jezika

- za 2011.
  - godišnja: Sead Muhamedagić, za prijevod romana Brisanje. Raspad Thomasa Bernharda.
  - životna: Giga Gračan

- za 2012.
  - godišnja: Xenia Detoni za prijevod romana Paralelne pripovijesti Pétera Nádasa
  - životna: Vladimir Gerić za mnogobrojne prijevode kapitalnih djela svjetske pjesničke i dramske literature

- za 2013.
  - godišnja: Mirko Tomasović, za prijevod epa Luzitanci Luisa Vaza de Camõesa
  - životna: Vjera Balen-Heidl

- za 2014.
  - godišnja: Vanda Mikšić, za prijevod romana Georgesa Pereca Život način uporabe
  - životna: Zvonimir Mrkonjić

- za 2015.
  - godišnja: Stjepan Pavić, za prijevod Zlatne legende Jacobusa de Voragine
  - životna: Nedeljka Paravić

- za 2016.
  - godišnja: Dinko Telećan, za prijevod Bijela božica Roberta Gravesa.
  - životna: Mirjana Hećimović

- za 2017.[3]
  - godišnja: Dubravko Torjanac za prijevod satire njemačkog književnika Sebastiana Branta Brod luđaka iz 15. stoljeća
  - životna: Dora Maček, zbog opsežna prevodilačkog opusa sa skandinavskih jezika – staronordijskih te srednjovjekovnog islandskog

- za 2018.[4]
  - godišnja: Anda Bukvić Pažin za prijevod romana „Manji smo boemi“ spisateljice Eimear McBride
  - životna: Mate Maras
  - posebna pohvala: Lea Kovács za prijevod pjesničke zbirke „Tijelu“ Szilarda Borbelya

- za 2019.[5]
  - godišnja: Maja Tančik za prijevod romana V. Thomasa Pynchona
  - životna: Mia Pervan

- za 2020.[6]
  - godišnja: Adrian Cvitanović za izbor i prijevod s poljskoga Dnevnika pisanih noću Gustava Herlinga-Grudzinskog
  - životna: Mladen Machiedo

## Vanjske poveznice
- Ministarstvo kulture RH Odluka o 'Nagradi Iso Velikanović' (NN br. 82/2005.)